# Bad Teinach-Zavelstein
Bad Teinach-Zavelstein är en stad  i Landkreis Calw i regionen Nordschwarzwald i Regierungsbezirk Karlsruhe i förbundslandet Baden-Württemberg i Tyskland. 
Kommunen bildades 1 januari 1975 genom en sammanslagning av kommunerna Bad Teinach, Emberg, Rötenbach, Schmieh, Sommenhardt och Zavelstein.
Staden ingår i kommunalförbundet Teinachtal tillsammans med staden Neubulach och kommunen Neuweiler.